# Adatkezelés
Az adatvédelmi törvény a következőképpen definiálja az adatkezelés fogalmát:
az alkalmazott eljárástól függetlenül az adatokon végzett bármely művelet vagy a műveletek összessége, így például gyűjtése, felvétele, rögzítése, rendszerezése, tárolása, megváltoztatása, felhasználása, továbbítása, nyilvánosságra hozatala, összehangolása vagy összekapcsolása, zárolása, törlése és megsemmisítése, valamint az adatok további felhasználásának megakadályozása. Adatkezelésnek számít a fénykép-, hang- vagy képfelvétel készítése, valamint a személy azonosítására alkalmas fizikai jellemzők (például ujj- vagy tenyérnyomat, DNS-minta, íriszkép) rögzítése is.

## Személyes adatok kezelése
Az adatkezelés a személyes adatok körében magában foglalja a személyes adatok felvételét és tárolását, feldolgozását, hasznosítását, továbbítását, nyilvánosságra hozatalát, megváltoztatását és a további feldolgozásuk megakadályozását. kezelésekor figyelembe kell venni az ezt szabályozó adatvédelmi törvény előírásait. Tekintettel arra, hogy az adatvédelmi törvény 3. § (1) bekezdése szerint:
(1) Személyes adat akkor kezelhető, ha
a) ahhoz az érintett hozzájárul, vagy
b) azt törvény vagy – törvény felhatalmazása alapján, az abban meghatározott körben – helyi önkormányzat rendelete elrendeli.
Így a fenti tevékenységek bármelyikét – előzetes felvilágosítás után – akkor lehet elvégezni, ha azt egy törvény elrendeli, vagy az érintett önkéntesen beleegyezett.

## Lásd még
- Adatfeldolgozás
- Adatvédelmi auditálás